# DC Avanti
 (juin 2018).
Si vous disposez d'ouvrages ou d'articles de référence ou si vous connaissez des sites web de qualité traitant du thème abordé ici, merci de compléter l'article en donnant les références utiles à sa vérifiabilité et en les liant à la section « Notes et références ».
 (juillet 2018).
Pour les articles homonymes, voir Avanti! (homonymie).
La DC Avanti est une voiture de sport indienne produite par DC Design et présentée en 2012 au salon Autocar Performance Show de Delhi. 
Avec son look de Supercar, elle est parfois citée comme la voiture du genre la moins chère du monde, les prix neufs atteignant 45 000 €. La voiture est assemblée à Pune en Inde.

## Caractéristiques

### Version standard
La version standard est celle produite des 2012, disponible en couleurs telles que rouge ou vert.
| Genre            | Spécification                      |
| ---------------- | ---------------------------------- |
| Châssis          | Tubulaire en acier                 |
| Carrosserie      | Base de fibre de carbone           |
| Moteur           | 4 cylindres en ligne Turbo Renault |
| Cylindrée        | 1 998 cm3 (2 L)                    |
| Suralimentation  | Par turbo                          |
| Transmission     | Propulsion                         |
| Puissance        | 253 cv (186 kWh)                   |
| Poids            | 1 580 kg                           |
| Boite de vitesse | Manuelle à 6 rapports              |
| Roues            | 20 pouces                          |
| Longueur         | 4 550 mm                           |
| Largeur          | 1 965 mm                           |
| Hauteur          | 1 200 mm                           |

La version standard propose les aides à la conduite moderne de série (ESP, aide au stationnement, système d'antiblocage de roues). Le système de navigation est néanmoins en option. Les phares sont au xenon avec des LED DRLS en forme de sourcil.

### Version limitée
DC propose en 2015 une version boostée de son Avanti avec une augmentation de la puissance à 310 chevaux, et l'adoption d'une boîte séquentielle à palette aux volants à la place de la boîte manuelle. De nouvelles couleurs sont proposées (noir métallisé) et les appendices aérodynamiques (aileron arrière notamment) plus travaillés.